# Palau de Christiansborg
El palau de Christiansborg està situat a l'illot de Slotsholmen a Copenhaguen, Dinamarca, i és la seu del Folketing (Parlament danès), l'oficina del primer ministre danès i el Tribunal Suprem danès. A més, diverses parts del palau són utilitzades per la monarquia, incloent les sales de recepció Reial, la capella del palau i les cavallerisses reials. El palau és la casa dels tres poders suprems de Dinamarca: el poder executiu, poder legislatiu i el poder judicial. És l'únic edifici del món que alberga les tres rames de govern d'un país. El palau de Christiansborg és propietat de l'Estat danès i està dirigit per l'Agència de Palaus i Propietats. Se'l coneix col·loquialment com a Borgen.
L'edifici actual és l'últim d'una sèrie de castells i palaus construïts successivament en el mateix lloc des de la construcció del primer castell el 1167. Des de principis del segle xv, els diferents edificis han servit de base de l'administració central. Fins al 1794, com a residència principal dels reis danesos, i després de 1849, com a seu del Parlament. El palau actual és testimoni de tres èpoques de l'arquitectura danesa, com a resultat de dos incendis greus. El primer incendi es va produir el 1794 i el segon el 1884. La part principal del palau actual, acabat el 1928, és d'un estil historicista neobarroc. La capella, que data de 1826, és d'estil neoclàssic. El recinte ferial d'estil barroc es va construir del 1738 al 1746.